# 上海轮渡

上海市轮渡有限公司的标志

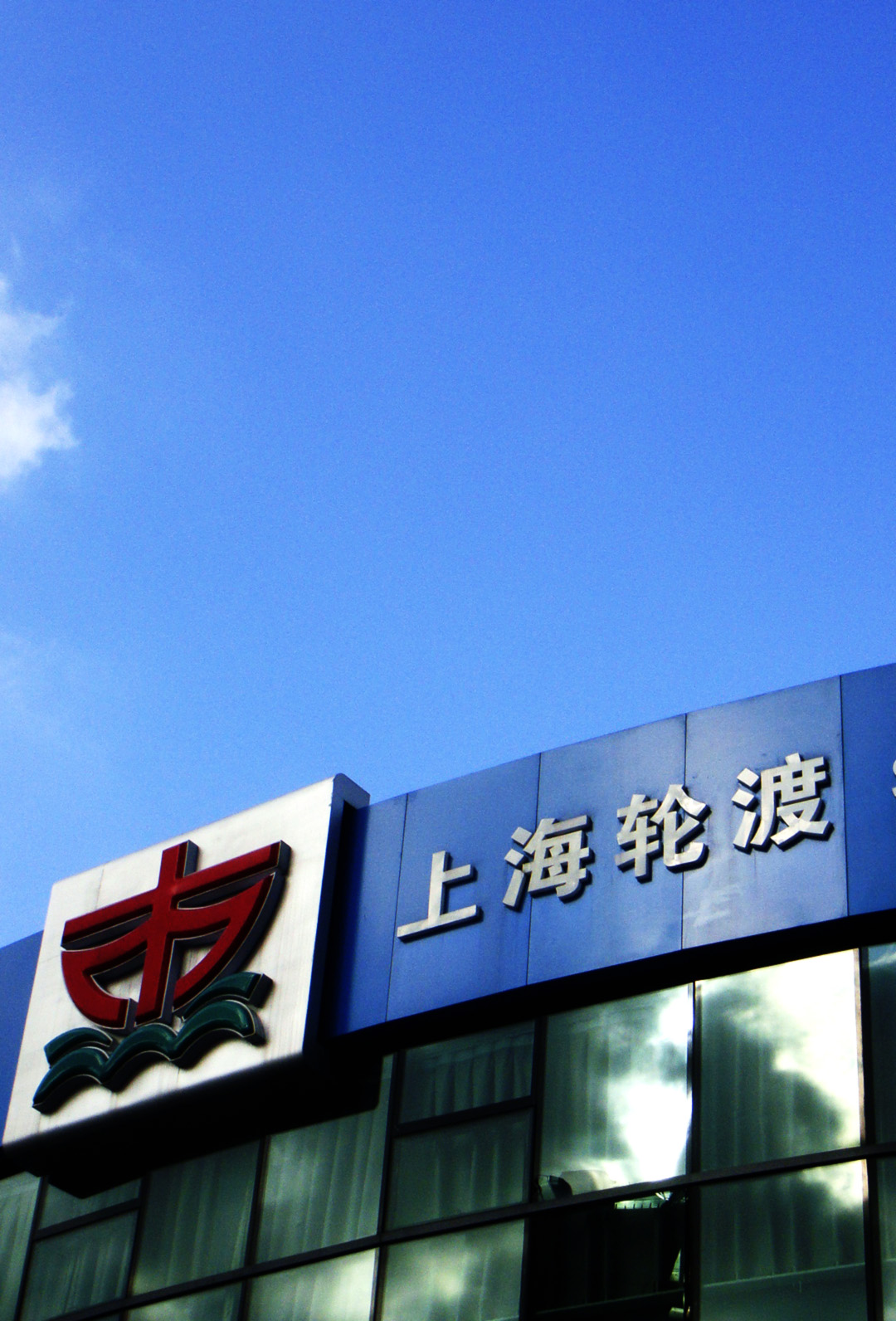
复兴东路轮渡站上的上海轮渡标识

上海市轮渡，简称市轮渡，是上海黄浦江上的一个渡运系统，是城市公共交通系统的组成部分，往来于黄浦江两岸，提供客运和车渡。上海轮渡创始于1911年1月5日，最初为浦东塘工善后局兴办的官营轮渡。在1970年代以前是上海往来黄浦江两岸的唯一方式，1980年代成为全球最繁忙的轮渡航线之一。1990年代随着浦东开发开放和市区段黄浦江大桥的修建，市轮渡的客运压力大幅度缓解，市轮渡逐渐成为欣赏上海浦江两岸风景的最佳工具之一。目前，上海轮渡共经营十八条对江轮渡线。历经百年衍变，现在市轮渡由国营的上海市轮渡有限公司负责日常经营和管理。

## 历史

### 轮渡开行前

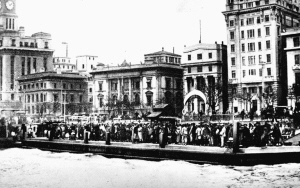
1920年代的铜人码头

市轮渡正式开办前，上海地区往来浦江的渡运主要依靠私人的划子或是舢板组成，客容量最多不过30-50人左右，单程耗时约30分钟左右。但随着上海的快速发展，由浦东往来浦西的人数迅速增长，传统的民营摆渡无法满足市民的需求。加之黄浦江上大型船舶的增加和黄浦江水的湍急，翻船等运营事故日益增加。
1909年，浦东塘工善后局进行黄浦江支流的东沟及附近河道的疏浚工程。期间为方便该局职工来往工程工地，塘工善后局特地租用一艘火轮往来北京路外滩的铜人码头和浦东东沟。由于搭乘的职工一般只有四五十人，因此塘工善后局也顺带搭乘一些其他市民，同时收取一些费用以补贴租船开销。由于火轮较之舢板等传统工具来说，行驶快速安全，因此搭乘客流逐渐增加。同时，塘工善后局在结算当年收支时发现，向市民酌情收取的费用足以抵消租船的费用。于是，经营固定的轮渡航线成为塘工善后局的设想。

### 官办轮渡的衍变

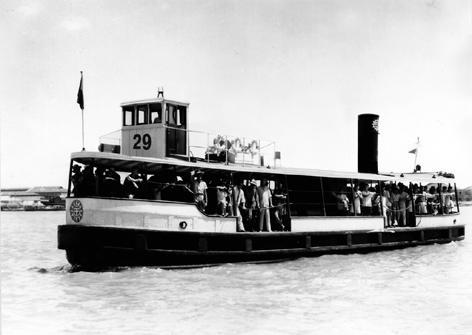
1949年前行驶在黄浦江上的市轮渡

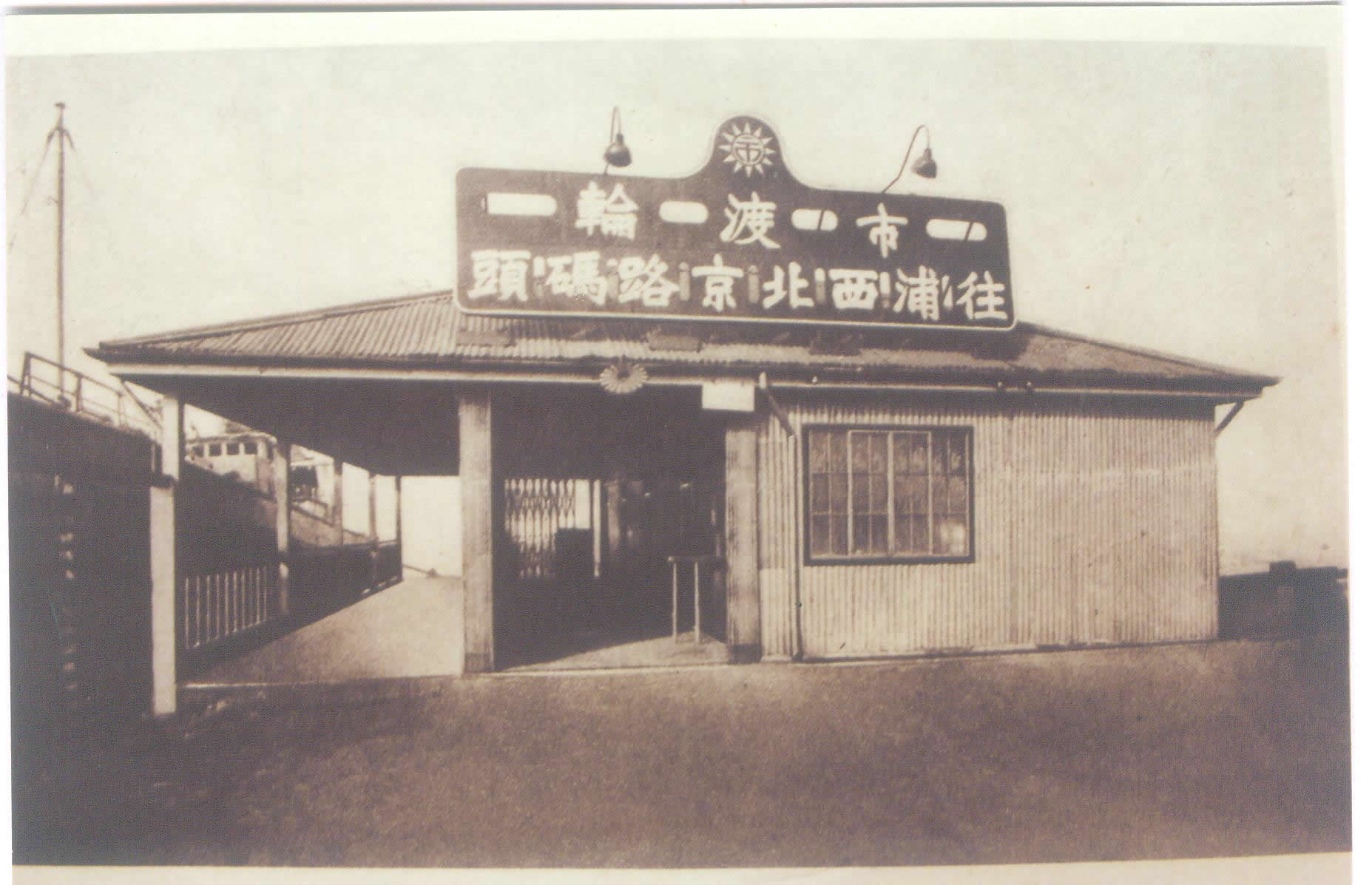
1949年以前的东昌路轮渡站

1911年1月15日，塘工善后局正式开办自铜人码头至东沟的对江轮渡。1917年，增辟由铜人码头驶往西渡航线，两年后增辟开往西沟即庆宁寺的航线。同时，商家也进行集资筹办商业轮渡。
1927年，上海特别市成立，为改变黄浦江上混乱的轮渡运营管理。在撤销整编浦东塘工善后局后，将其原下属的市轮渡业务收归上海特别市公用局管理经营。1935年，市轮渡拥有对江轮渡航线6条，钢结构浮码头9座，木质码头3座，渡轮12艘，可载座客5026位，年运输乘客1298万人次，货物475347件。至战前的1937年，市轮渡成为浦江渡运的主要力量，构成官办为主、商办为辅的渡运体系。
抗战爆发后，市轮渡因战争遭到严重破坏，业务萎缩至三条航线，到1945年，市轮渡原有的长渡轮只余两艘，并都出租，普通渡轮只剩3艘并且因引擎故障无法运营。1947年3月，官商合办上海市轮渡公司成立，逐渐恢复原有航线。截至1949年，市轮渡共有东东线、其秦线、塘董线、庆定线四条对江轮渡，长途轮渡沪淞线一条，南陆线车渡一条。渡轮19艘、钢质浮码头13座，木码头2座。
1949年12月28日，上海市军管会征用上海市轮渡公司。1956年，上海全市渡轮行业进行公私合营改造，传统的民营舢板因安全问题全部取消，同时购置增添新型轮船，开辟新的航线。到1993年，市轮渡公司共有航线21条，日客流量达100万人次，最高日曾达110万人次，年运输客流总计3.7亿人次。至2011年，上海市轮渡有限公司共有对江轮渡线18条，客轮55艘，日均乘客为25万人次。
随着黄浦江45公里滨江岸线公共空间的贯通和开放，上海轮渡发展带来了新契机。2018年1月29日，新的上海轮渡1号、上海轮渡2号加入其秦线轮渡运营，2月1日起三淞线、东嫩线启用空调渡轮，而原来的“橙色系”无空调渡轮则全部退役或改造为空调渡轮，至此上海轮渡所属黄浦江上的所有轮渡航线全面改用空调渡轮担当，由于空调渡轮无法使用轮渡月票，因此上海轮渡月票也随之退出历史舞台。2021年12月20日，南陆线、塘董线航线開始试点无人售票模式，上海轮渡迎来无人售票时代 。

## 线路

### 现有航线
| 航线       | 码头（浦西）   | 运营时间    | 码头（浦东） | 运营时间    | 间隔（分）          |
| ---------- | -------------- | ----------- | ------------ | ----------- | ------------------- |
| 三淞线轮渡 | 吴淞码头       | 6:00-21:00  | 三岔港       | 5:50-20:45  | 20/30               |
| 草临线轮渡 | 临江路轮渡站   | 6:00-20:30  | 草镇轮渡站   | 5:50-20:35  | 20/40               |
| 东嫩线轮渡 | 嫩江路轮渡站   | 5:30-21:20  | 东塘路轮渡站 | 5:40-21:30  | 10/15/20/30         |
| 南陆线轮渡 | 陆家浜路轮渡站 | 04:50-23:10 | 南码头轮渡站 | 04:40-23:20 | 12/24/30/夜间不定班 |
| 金定线轮渡 | 定海桥轮渡站   | 05:00-23:30 | 金桥轮渡站   | 05:10-23:15 | 10/20/30/夜间不定班 |
| 歇宁线轮渡 | 宁国路轮渡站   | 6:40-18:20  | 歇浦路轮渡站 | 6:50-18:30  | 20/30               |
| 民丹线轮渡 | 丹东路轮渡站   | 5:00-22:00  | 民生路轮渡站 | 5:10-21:50  | 10/20               |
| 其秦线轮渡 | 秦皇岛路轮渡站 | 5:00-23:00  | 其昌栈轮渡站 | 5:10-23:10  | 10/20/30/夜间不定班 |
| 泰公线轮渡 | 公平路轮渡站   | 7:00-19:00  | 泰东路轮渡站 | 7:00-18:50  | 10/20               |
| 东金线轮渡 | 金陵东路轮渡站 | 7:00-22:00  | 东昌路轮渡站 | 7:00-22:00  | 15                  |
| 东復线轮渡 | 复兴东路轮渡站 | 6:00-19:00  | 东昌路轮渡站 | 6:00-18:45  | 15                  |
| 杨復线轮渡 | 复兴东路轮渡站 | 5:00-23:00  | 杨家渡轮渡站 | 5:10-22:50  | 10/20               |
| 塘董线轮渡 | 董家渡轮渡站   | 6:20-18:00  | 塘桥轮渡站   | 6:30-18:10  | 20/30               |
| 三港线轮渡 | 港口轮渡站     | 5:00-23:00  | 三林路轮渡站 | 5:10-23:05  | 10/20/30            |
| 陈车线轮渡 | 车沟桥轮渡站   | 5:50-18:30  | 陈行轮渡站   | 6:00-18:35  | 20/30               |
| 杜吴线轮渡 | 吴泾轮渡站     | 5:00-19:00  | 杜行轮渡站   | 5:15-19:08  | 30                  |
| 西闵线轮渡 | 闵行轮渡站     | 4:00-0:00   | 西渡轮渡站   | 4:10-00:05  | 15/20/30            |

### 已停办航线
进入1990年代以后，随着南浦、杨浦、卢浦等越江大桥和延安东路、复兴东路、人民路等越江隧道的开通，市轮渡也适当的取消了一些业务量急速下降的航线。例如1987年发生事故的陆延线，后改称陆金线，最后被改为东金线轮渡。还有西闵线、民丹线、南陆线和东嫩线的车渡也因桥隧工程的完工而取消。

## 票价
现在，上海市轮渡根据行人、学生、自行车、助动车、人力货车、行包货票、轻便摩托车、摩托车总计8类进行收费。
自2018年2月1日起，随着上海轮渡所属黄浦江上的所有轮渡航线全面改用空调渡轮担当，原有的“无空调渡轮”月票制也随之取消。
2021年12月20日，上海轮渡在南陆线、塘董线试行无人售票。2022年3月1日起，上海轮渡所有航线全面实行无人售票。乘客乘坐轮渡，除可选择投币购票外，也可使用实体交通卡、乘车码、手机交通卡刷卡（码）入闸。
| 交通工具             | 单程票价 / 筹码枚数 |
| -------------------- | ------------------- |
| 步行                 | ￥2.00元/枚         |
| 自行车（电动自行车） | ￥2.80元/枚         |
| 摩托车（轻便摩托车） | ￥4.00元/枚         |

### 优惠票价

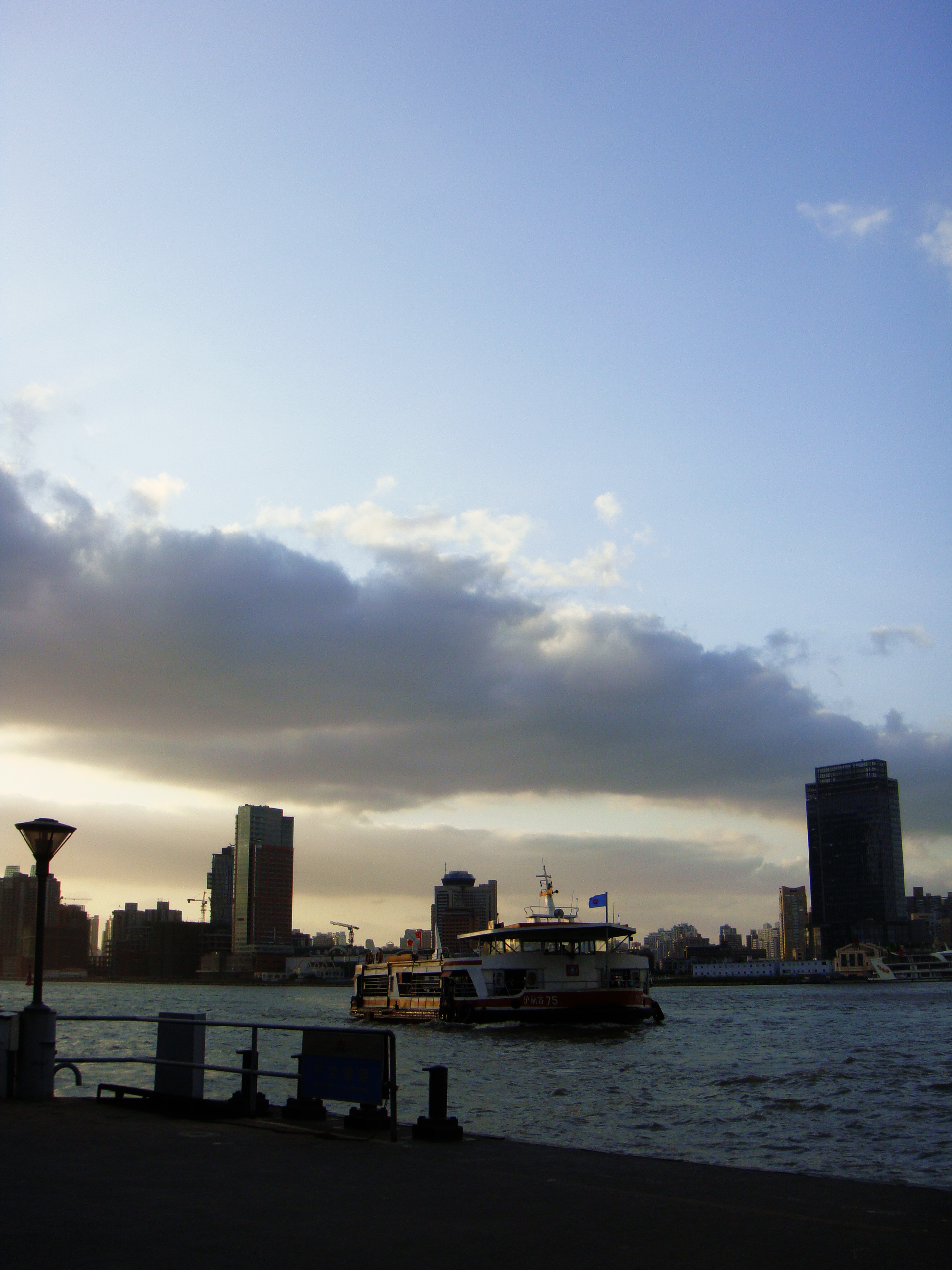
正在驶入其昌栈码头的沪航客75号

上海轮渡的优惠票价主要针对使用公交一卡通的普通行人和自行车乘客，并且不与公交优惠换乘一同进行。根据交通卡公司官网所载：
- 普通轮渡航线上，同一张公交卡在一个月内连续乘坐次数在20次以上的，自第21次到第60次享受80%的票价优惠，自第61次至第80次时不再享受优惠价。第81次至第120次时再次享受优惠价格，以此类推。
- 空调轮渡航线上，同一张公交卡在同一日内第二次使用公交卡搭乘市轮渡的空调航线（不区分乘客或自行车等），票价为1元。

## 运营事故
自上海轮渡开航以来，最严重的运营事故是发生在1987年的12月。1987年12月10日，陆延线轮渡陆家嘴轮渡站因黄浦江持续大雾导致轮渡停航，导致客流大量积压。上午9时，轮渡复航。当轮渡开行复航后的第二班船时，在9时10分左右，码头上的乘客由于上班快要迟到，显得较为急躁，大量行人与自行车涌向渡轮。其中，有一个中年男子连同自行车被前呼后拥的人群挤倒，导致之后接二连三的乘客倒地，结果导致在短短5分钟内酿成17人死亡（一说66人死亡）、2人重伤、70多人轻伤的严重踩踏事故。

## 图集

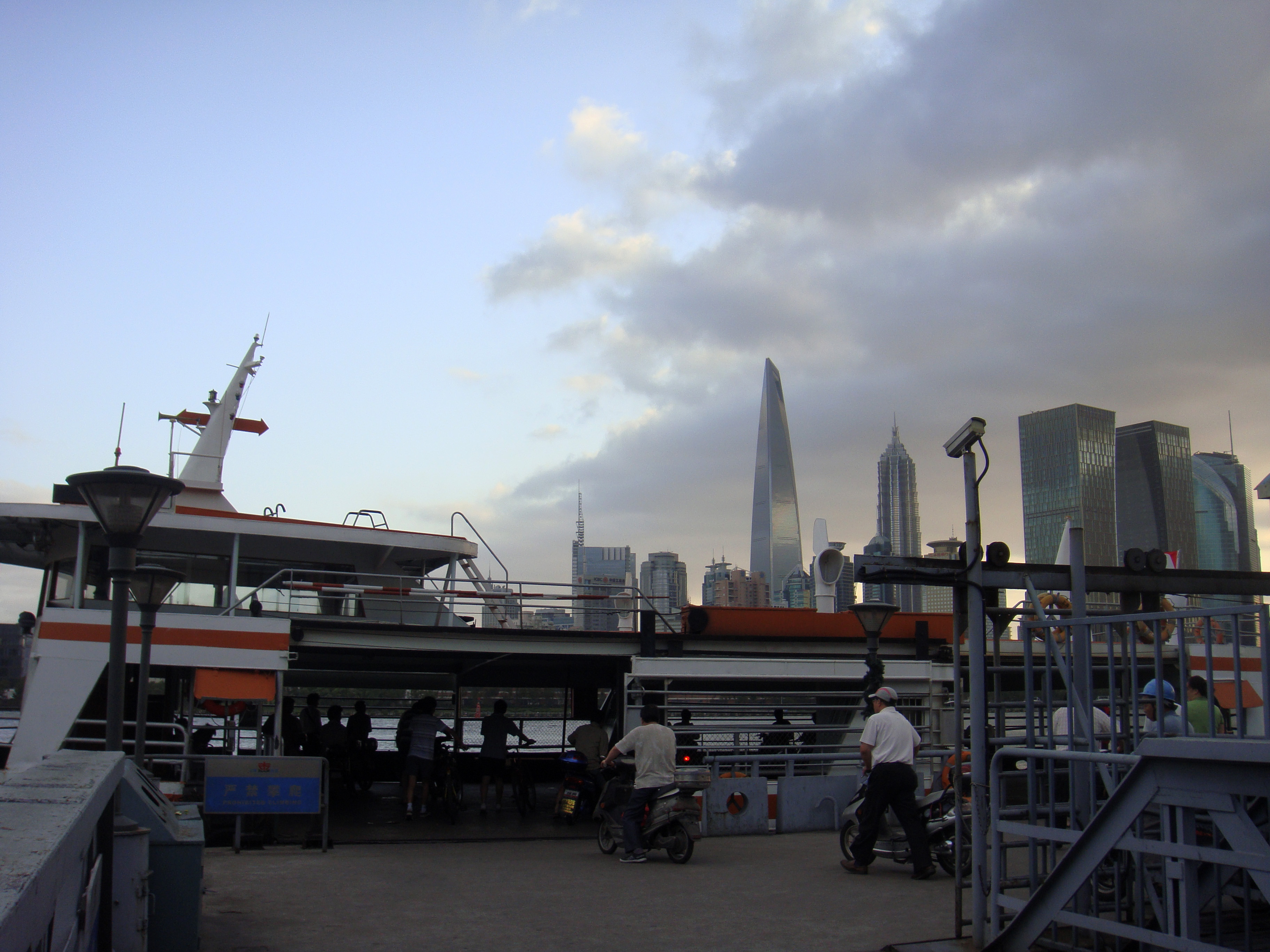
在秦皇岛路码头上船的人们
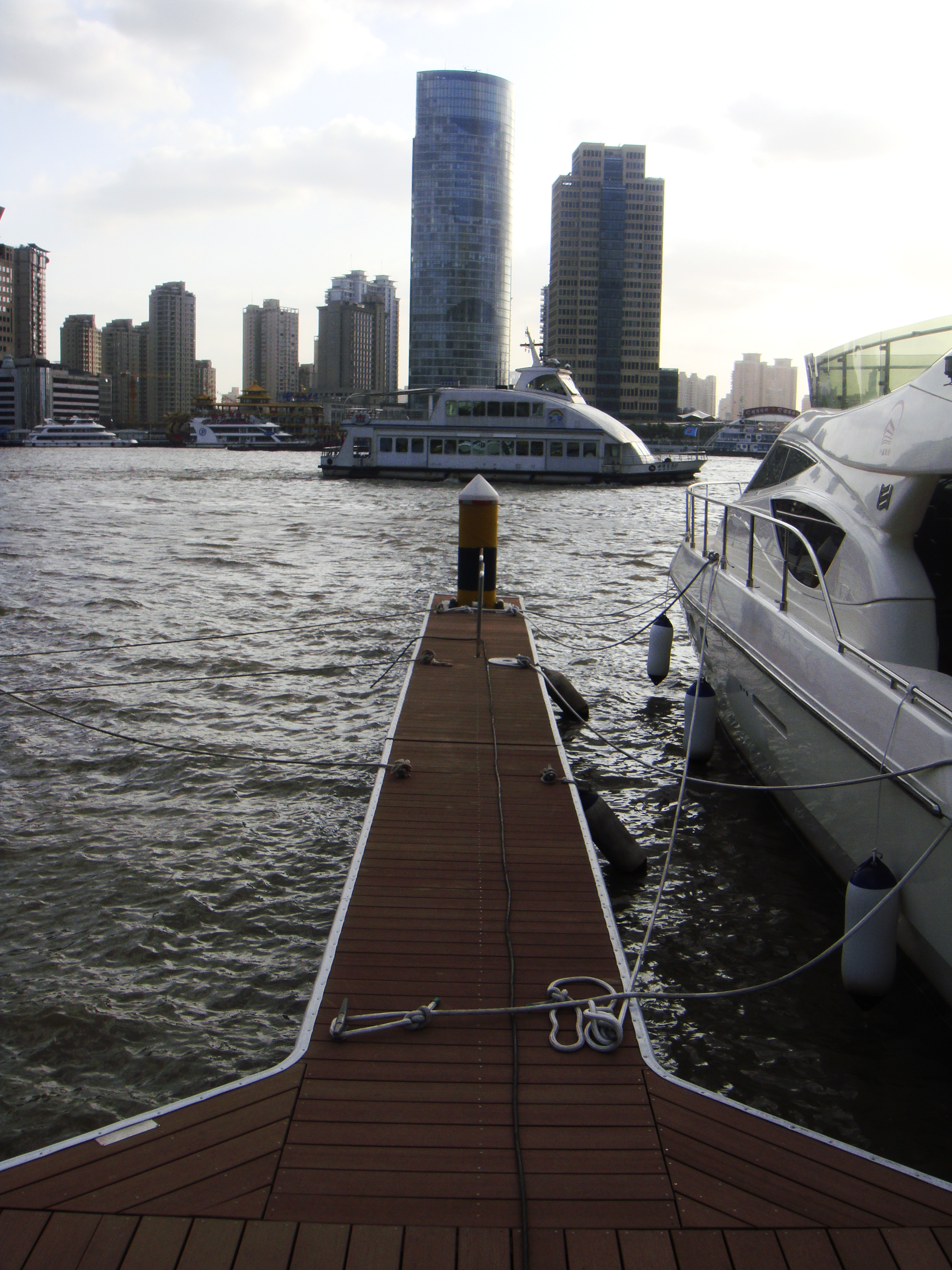
黄浦江上正在行驶的空调轮渡
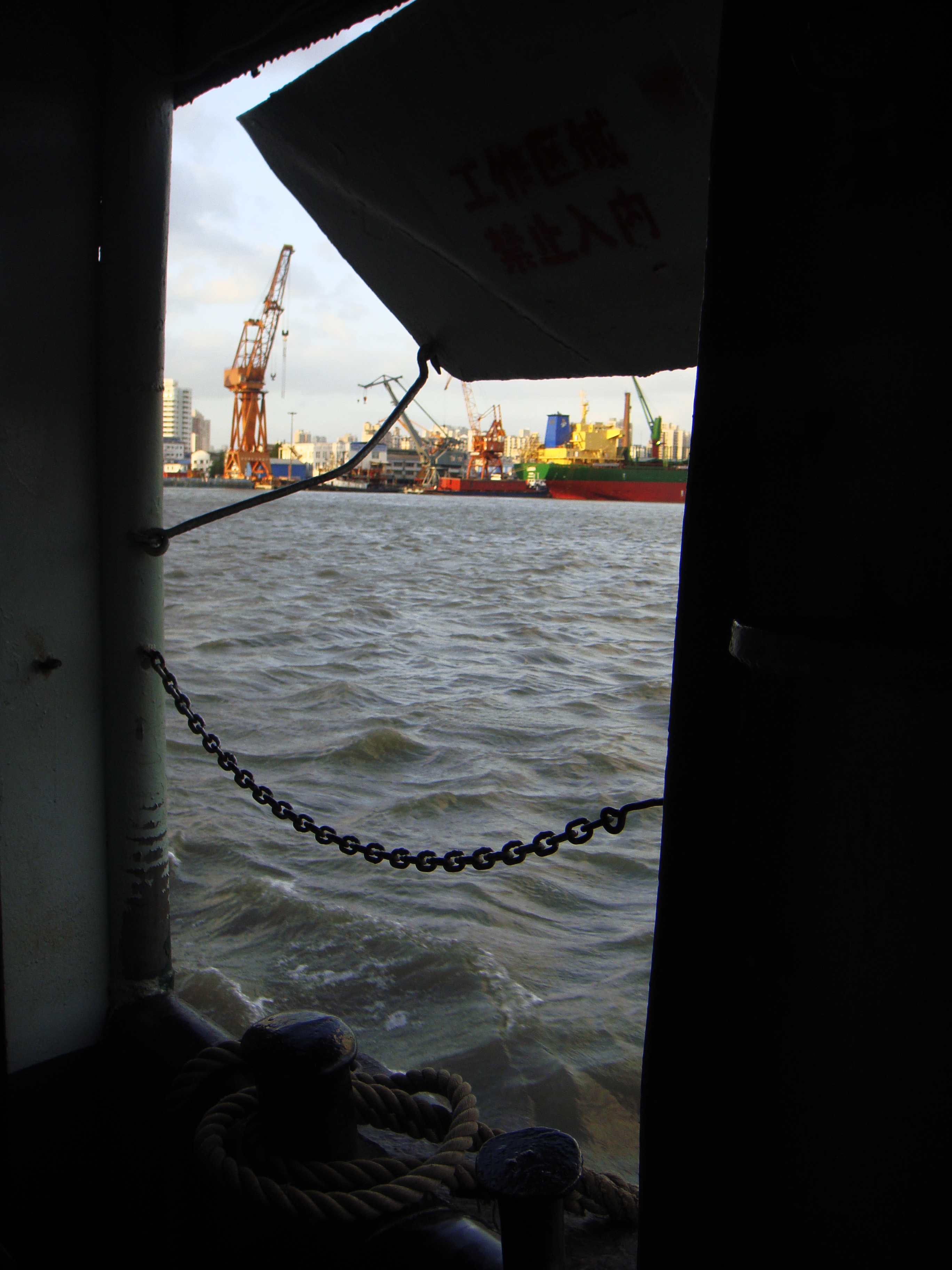
上海轮渡的内部工作舱
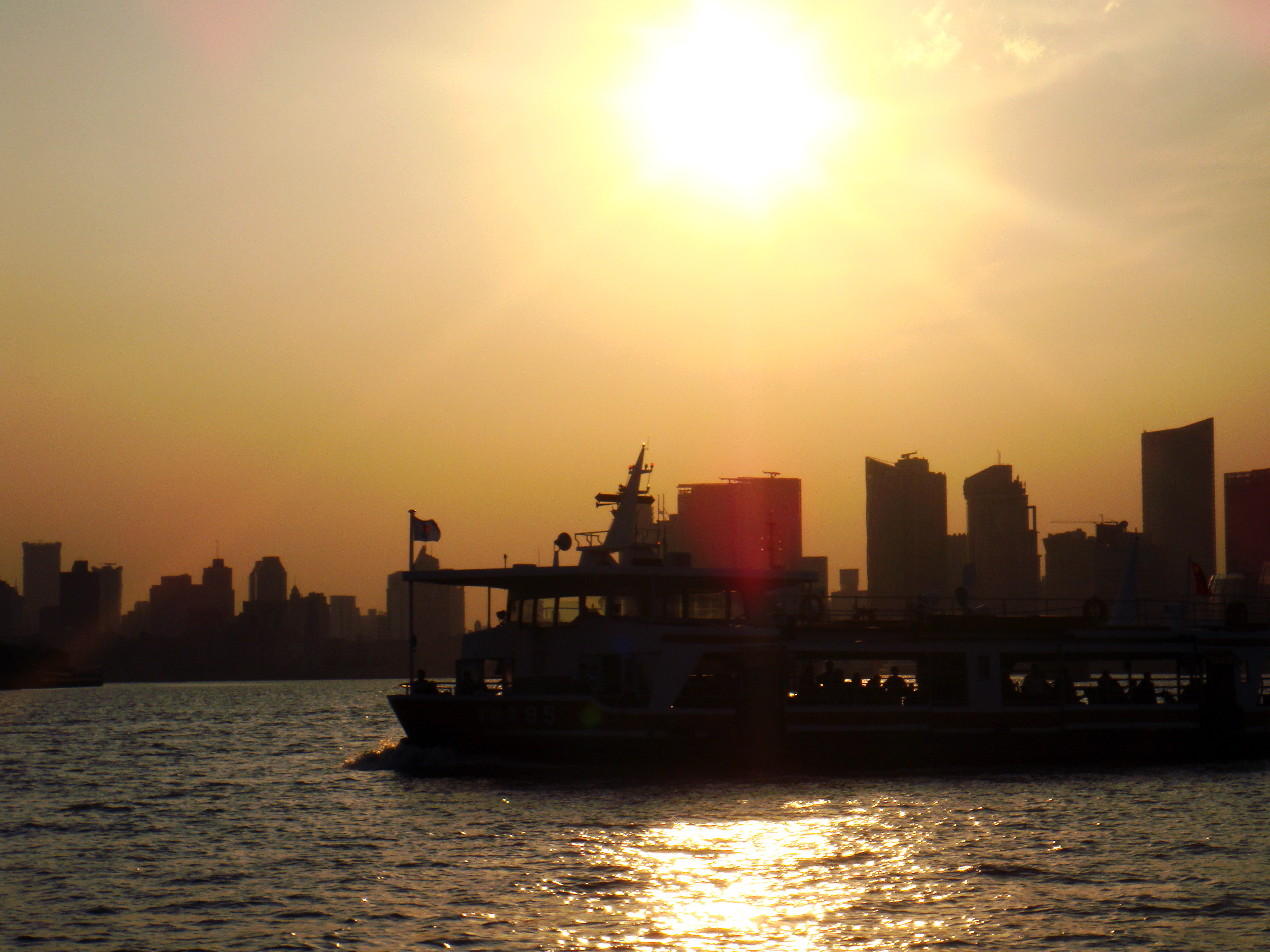
暮色下正驶往其昌栈的轮渡